# Нелідово
Нелідово (рос. Нелидово) — місто на північному заході Російської Федерації, адміністративний центр Нелідовського району Тверської області.
Населення — 17 840 осіб (2024).

## Географія
Місто знаходиться у 230 км на північний захід від Твері, на річці Межа.
Залізнична станція на лінії «Москва — Великі Луки» Жовтневої залізниці. За 5 кілометрах від міста проходить автомагістраль « М9 Балтія», а через місто — шосе Р136 на місто Білий.

## Історія
Село  Йоткіно  на місці сучасного міста фіксується джерелами з XV століття.
11 вересня 1901 на карті Росії з'явилася залізнична станція Нелідово, основним призначенням якої було обслуговувати повітове місто Білий, розташоване на 50 км південніше. Своєю назвою станція зобов'язана старовинному дворянському роду Нелідовим.
Під час Другої світової війни в результаті бойових дій селище було зруйноване, у перші повоєнні роки повністю відновлене. У 1949 селищу Нелідово було отримало статус міста. Протягом наступних десятиліть Нелідово перетворилося на великий промисловий центр .
У місті та його околицях до 1996 діяли вугільні шахти Підмосковного вугільного басейну .

## Відомі мешканці
- Олег Козирєв — письменник, сценарист, російський громадський діяч.
- Сергій Рибко — ігумен Російської православної церкви, місіонер, настоятель храму Зіслання Святого Духа на апостолів на Лазаревському цвинтарі міста Москви.

## Фотографії

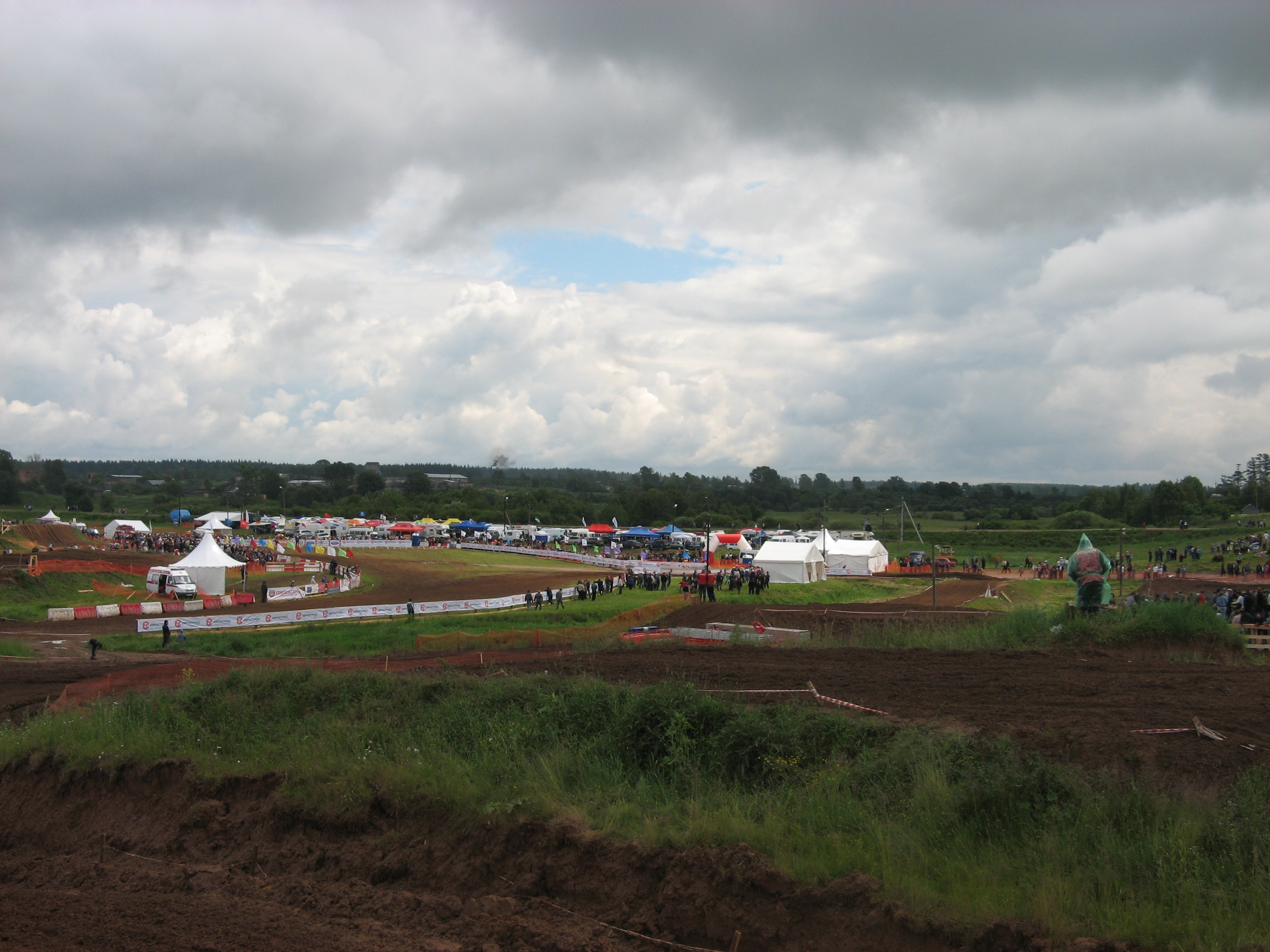
Мотокрос

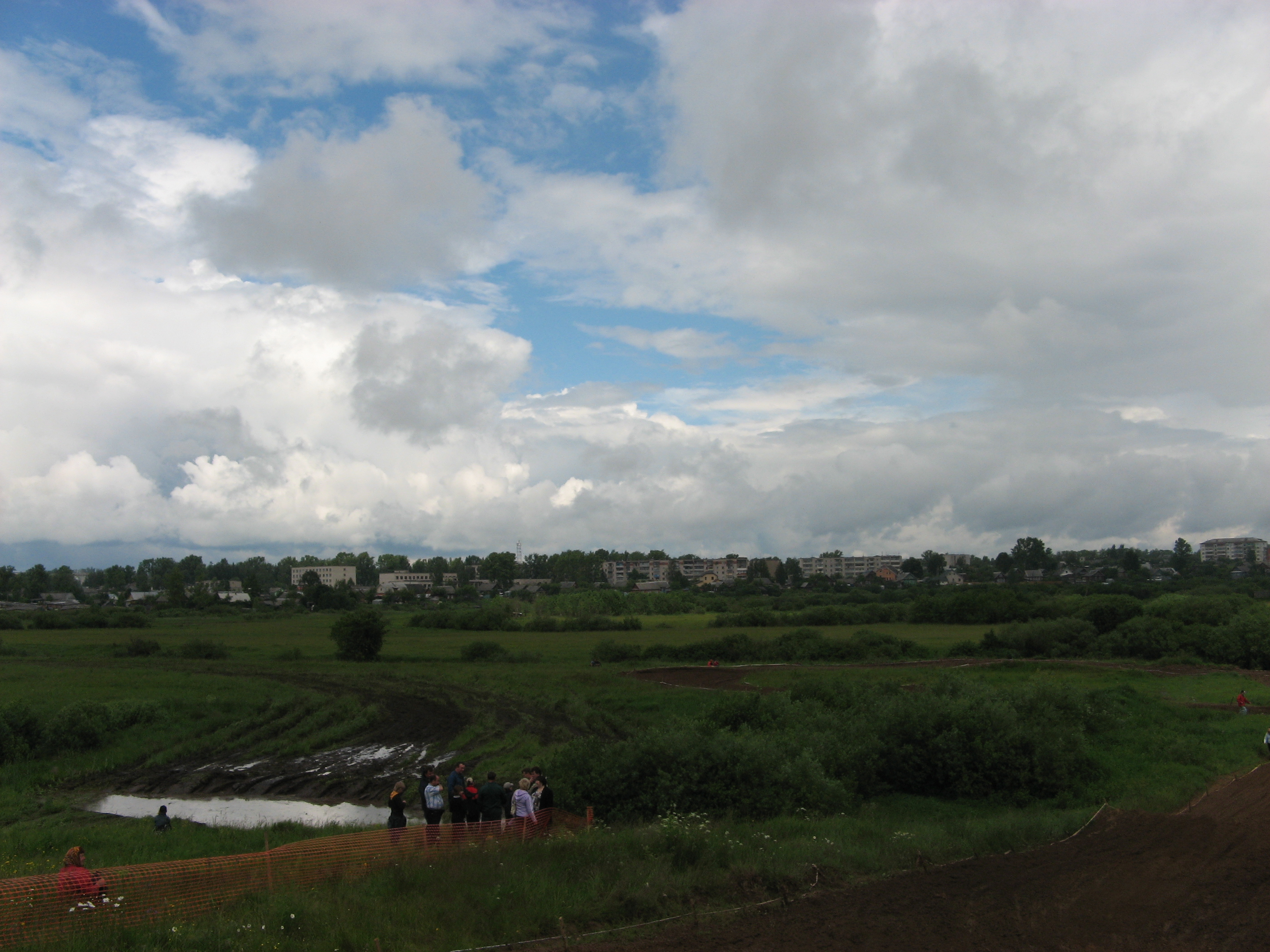
Панорама

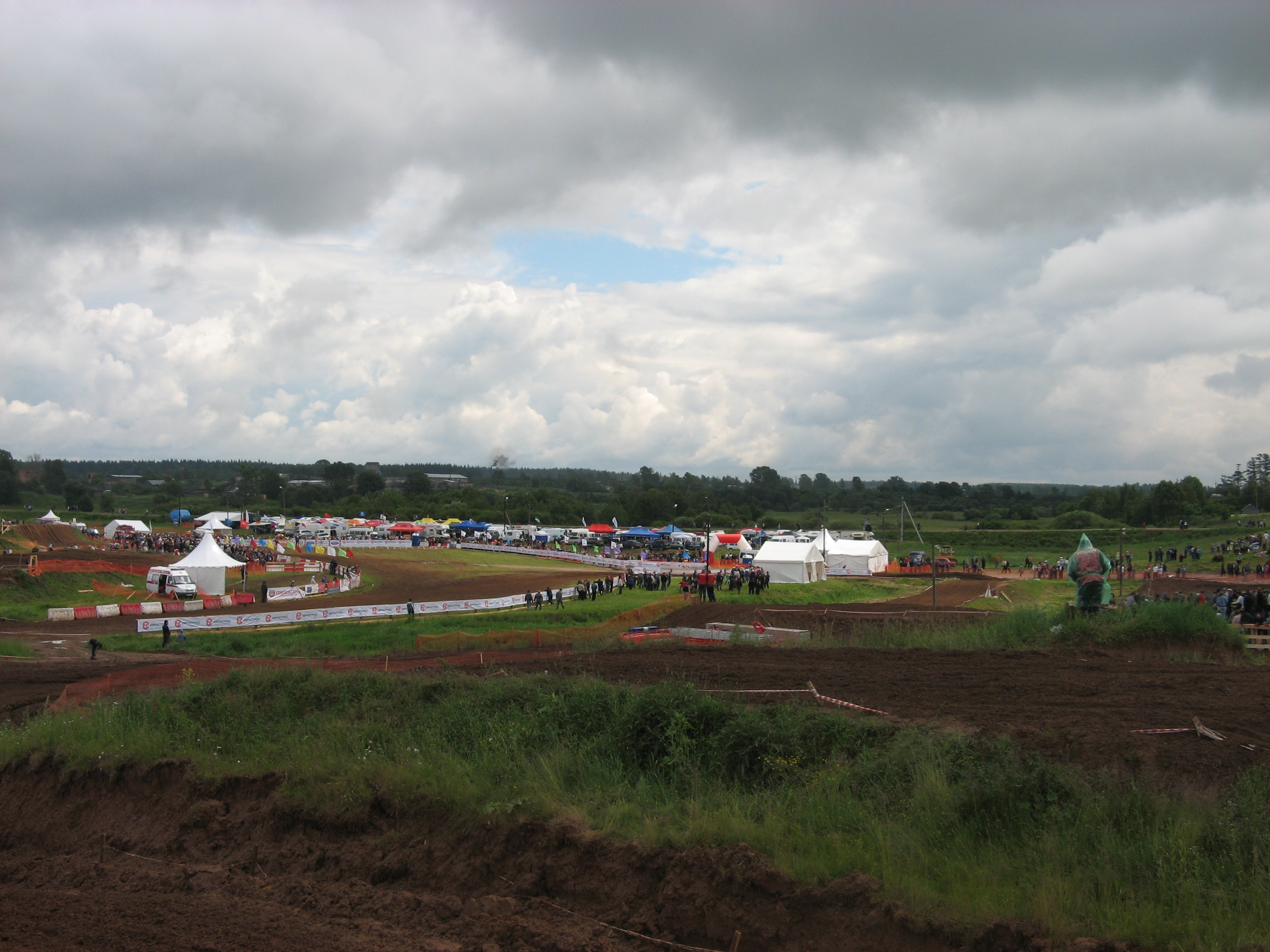
Мотокрос

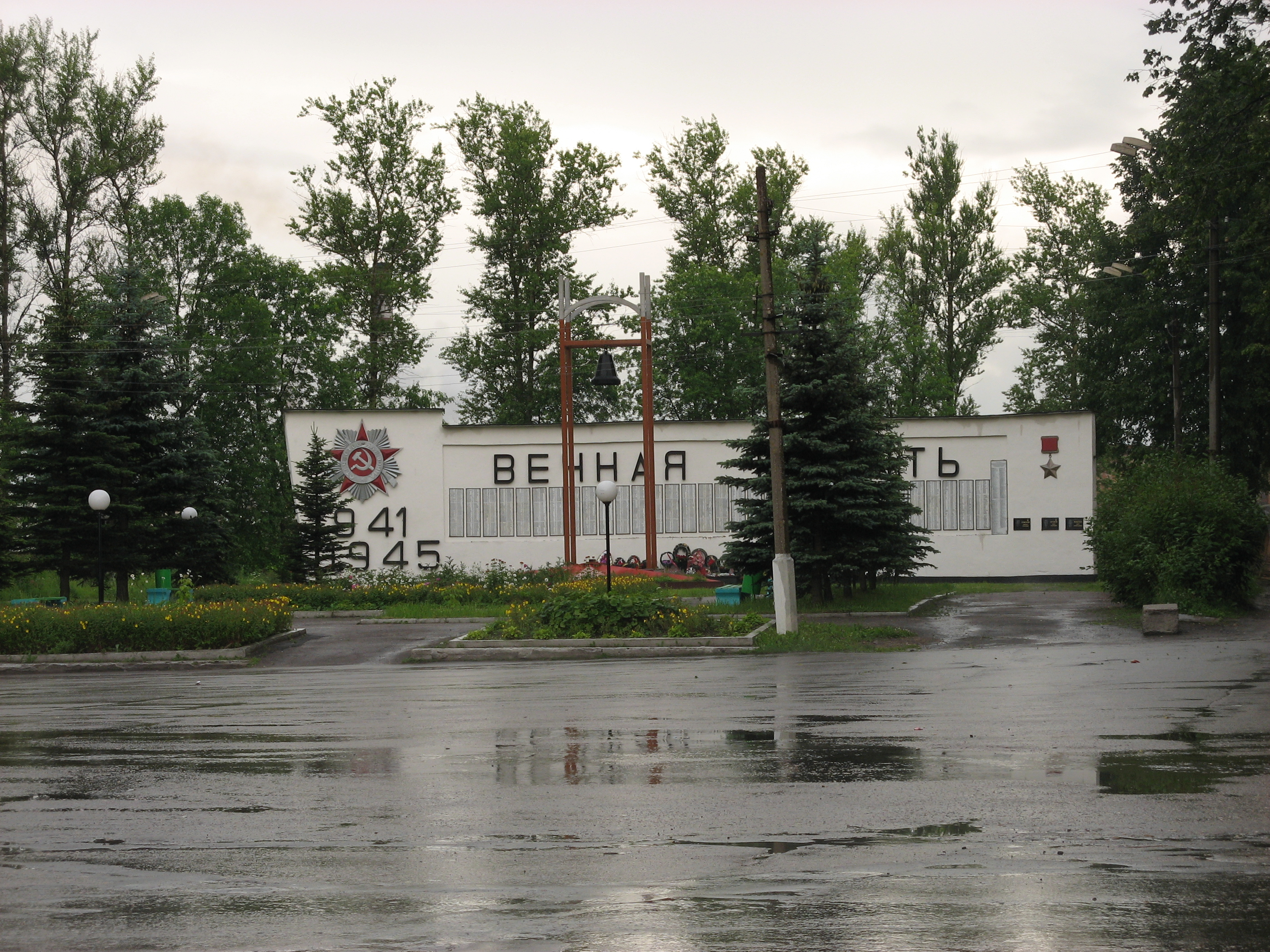
Меморіал в Нелідово

1. ↑  округ, Нелидовский городской. Исторический момент. nelidovo.bezformata.com. Процитовано 15 серпня 2025.